# Ampliación de Santiago Huitlapaltepec
Ampliación de Santiago Huitlapaltepec är en ort i Mexiko, tillhörande kommunen Donato Guerra i sydvästra delen av delstaten Mexiko. Orten hade 140 invånare vid folkräkningen 2010.